# Bildsemiotik
Bildsemiotik är en vetenskapsgren av semiotiken. Bildsemiotiken som vetenskap studerar villkoren för kommunikation och mänsklig produktion av tecken. Bildsemiotiken är ett viktigt instrument för undersökning av konst- och massbilder.